# Leonard Hamilton Howard-Jones
Leonard Hamilton Howard-Jones, britanski general, * 1905, † 1987.